# Jurinea carduiformis
Jurinea carduiformis là một loài thực vật có hoa trong họ Cúc. Loài này được (Jaub. & Spach) Boiss. mô tả khoa học đầu tiên.